# Iglesia de Nuestra Señora del Consuelo (Altea)
La iglesia de Nuestra Señora del Consuelo de Altea (Alicante, Comunidad Valenciana, España), es un templo gracioso que tiene rarezas. Tiene su origen en la Edad Moderna, a principios del siglo XVII, cuando se encontraba al lado del castillo que protegía la localidad. Más adelante, entre los años 1854 y 1856, se iniciaría la construcción de la Capilla del Santísimo Cristo de Altea. La Iglesia actual se construyó ya a finales del siglo XIX y principios del siglo XX, siendo restaurada en el año 1980. El conjunto histórico, en el que se incluye la Iglesia, está declarado Bien de Interés Cultural (BIC) desde 2013.

## Contexto
La Iglesia se encuentra situada dentro del Casco Antiguo de Altea, en la parte más alta del pueblo. Está rodeada por las antiguas murallas que defendían a la población que contienen diferentes portales y calles para acceder a ella. La desaparición de antiguas construcciones permitió que se ampliara la plaza a principios del siglo XX. Todo el conjunto arquitectónico del Casco Antiguo se integra en uno, resaltando sobre este la Iglesia de Nuestra Señora del Consuelo y su cúpula. Por ello se conoce al pueblo como “La cúpula del Mediterráneo”.

## Historia
En 1604 se finalizaría la villa fortificada con murallas y un castillo. La Iglesia, que en un primer lugar no estaba prevista construir, se empezaría a construir en el año 1607 por los arquitectos Pere y Damià de la Càmara. Ya en 1617, año en el que se firmaría la carta fundacional del pueblo, se finalizaría su construcción y en el año 1640 obtendría la consideración de parroquia. Esta primera construcción no presentaría una belleza arquitectónica y artística relevante, sino que quedaría inserta dentro del conjunto de la fortaleza del pueblo, siguiendo su técnica constructiva defensiva y austera.
La Iglesia sufriría un progresivo abandono y se descuidaría hasta el punto que a principios del siglo XVIII se llevarían a cabo unas iniciativas para su mantenimiento. Entre 1854 y 1856 se construiría una capilla exenta que recibiría el nombre de Santísimo Cristo, que posteriormente quedaría unida a la Iglesia. Pero no sería ya hasta bien entrados en la segunda mitad del siglo XIX cuando, unido a las transformaciones sociales que se producirán en el pueblo, se empezaría a dar forma a la Iglesia que se puede observar actualmente. Se derrumbarían los baluartes y el castillo, del que se tiene constancia por escritos como el “Diccionario geográfico-estadístico-histórico de España y sus posesiones de ultramar” escrito por Pascual Madoz entre 1845 y 1850, entre otros bocetos y dibujos realizados por coetáneos al mismo.
De esta forma, se iniciarían las obras para su construcción en 1901, impulsadas por el cura Don Juan Bautista Cremades Peiró, extendiéndose hasta 1910. El proyecto quedaría en manos del arquitecto Adrián Vela Gadea y su hermano Julio Vela Gadea. El 18 de septiembre de 1910 se procedería a la consagración de la nueva Iglesia a cargo de José Beneyto y Beneyto. Posteriormente, entre los años 1980 y 1989 se llevarían a cabo unos trabajos de restauración. El conjunto está considerado Bien de Relevancia Local desde 2007 tanto por su arquitectura como por la identificación del pueblo con esta y desde 2013 el “Baluard i Nucli históric renaixentista d’Altea”, dentro del cual se encuentra la Iglesia, está considerado Bien de Interés Cultural.

## Descripción
Exterior

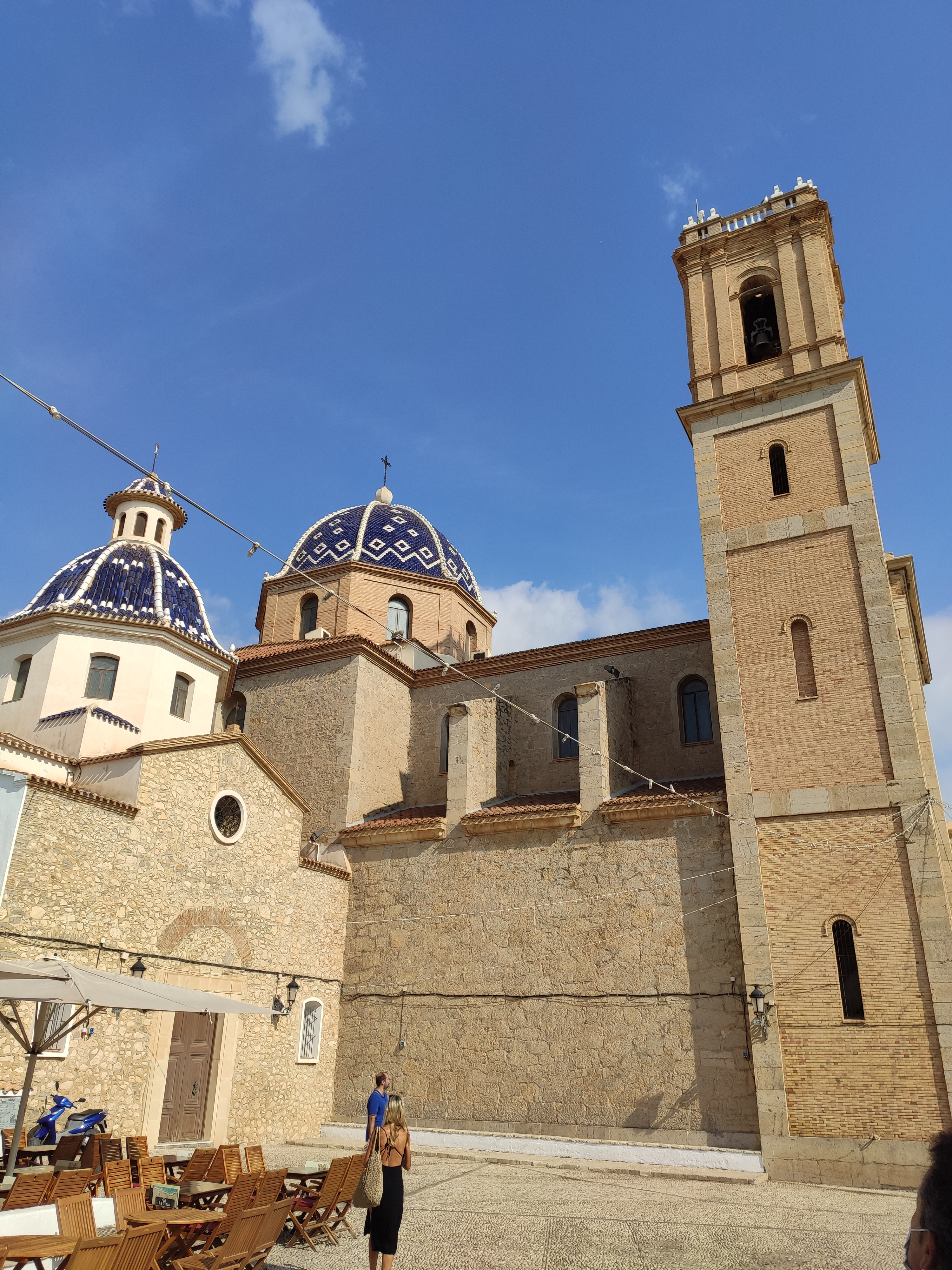
Iglesia de Nuestra Señora del Consuelo. Fuente: Borja Fuster, CC BY-SA 4.0, via Wikimedia Commons.

La Iglesia presenta un estilo que se enmarca entre el modernista y el neoclásico. Su planta es de cruz latina, presentando contrafuertes en la parte interior y capillas laterales entre ellos. En los laterales tiene diferentes ventanales que permiten la entrada de luz en el interior. El ábside es poligonal, conteniendo un balcón superior y una girola. El material utilizado para la confección es la piedra y los ladrillos compactos. Se construye utilizando ciertos elementos arquitectónicos del anterior templo, al igual que se une la Capilla del Santísimo Cristo, antes exenta, quedando unida a la Iglesia como Capilla de la Comunión. Utiliza el elemento arquitectónico de la bóveda de cañón para la cubierta y sobre el crucero se sitúa una cúpula, cubierta por tejas azules y blancas. La fachada presenta dos campanarios, siendo de mayor altura el izquierdo. La puerta principal para al acceso a la Iglesia, situada en la fachada, es clasicista y presenta un arco de medio punto. Sobre esta se encuentra una hornacina que contiene la imagen de la virgen María y un rosetón. En la parte superior se encuentra un frontón que no presenta ninguna decoración.
Interior
El interior de la Iglesia presenta decorados de carácter barroco y motivos florales dorados. Destacan las figuras de madera policromada del Santísimo Cristo del Sagrario y de Nuestra Señora del Consuelo, aunque en el interior de la Iglesia se pueden observar varias figuras más. Sobre el Santísimo Cristo, y su llegada a la Iglesia de Altea, existen diferentes mitos presentes en la sociedad alteana desde hace al menos unos dos cientos años, pero que no se ajustan a la realidad de lo acontecido. Las fiestas en honor al Santísimo Cristo se realizan en Altea el cuarto fin de semana del mes de septiembre.
El culto a la imagen de Nuestra Señora del Consuelo, que da nombre a la Iglesia, seguramente fuera introducida por los religiosos agustinos que mantuvieron cargos eclesiásticos importantes en este territorio durante el siglo XVII. Pero la imagen antigua, de la misma forma que ocurrió con la Iglesia, se deterioró mucho, por lo que cuando se construyó el nuevo templo también se hizo lo mismo con la figura de la virgen. Esta sería destruida al inicio de la Guerra Civil, construyéndose una nueva en el año 1941, que es la que se puede observar actualmente. Este trabajo fue encomendado al taller de José Rabasa Pérez en Valencia.